# Julius Johansson
Julius Johansson, född 10 april 2000, är en svensk fotbollsspelare som spelar för Västerås SK.  

## Karriär
Julius Johanssons moderklubb är IF Mölndal Fotboll. Via en kort sejour hos Örgryte IS hamnade han i Gais inför säsongen 2018. Kort efter flytten fick han begå sin seniordebut i klubben, då han gjorde ett inhopp i en träningsmatch mot Östers IF den 16 mars 2018. 
Tävlingsdebuten kom den efterföljande säsongen. I den näst sista omgången av Superettan gjorde Johansson ett kort inhopp i förlusten mot Västerås SK den 26 oktober 2019. Efter säsongsslutet skrev han på sitt första A-lagskontrakt, då han signerade ett 2+1-kontrakt med Gais. Säsongerna 2020 och 2021 spelade Johansson främst på lån i Qviding FIF.
Efter två år på lån i Qviding blev Johansson i februari 2022 klar för en permanent övergång till klubben. I december 2022 värvades Johansson av Norrby IF, där han skrev på ett tvåårskontrakt.
I mars 2024 värvades Johansson av Västerås SK, där han skrev på ett tvåårskontrakt med option på ytterligare ett år. I juni 2024 lånades Johansson ut till IK Oddevold på ett låneavtal över resten av säsongen.

## Karriärstatistik
| Klubb              | Säsong             | Liga                 | Liga    | Liga | Nationell cup | Nationell cup | Totalt  | Totalt |
| Klubb              | Säsong             | Division             | Matcher | Mål  | Matcher       | Mål           | Matcher | Mål    |
| ------------------ | ------------------ | -------------------- | ------- | ---- | ------------- | ------------- | ------- | ------ |
| IF Mölndal Fotboll | 2016               | Division 4B Göteborg | 1       | 0    | —             | —             | 1       | 0      |
| Gais               | 2019               | Superettan           | 2       | 0    | 0             | 0             | 2       | 0      |
| Gais               | 2020               | Superettan           | 17      | 1    | 1             | 0             | 18      | 1      |
| Gais               | 2021               | Superettan           | 1       | 0    | 3             | 0             | 4       | 0      |
| Gais               | Totalt             | Totalt               | 20      | 1    | 4             | 0             | 24      | 1      |
| Qviding FIF        | 2020 (lån)         | Ettan Södra          | 12      | 3    | 0             | 0             | 12      | 3      |
| Qviding FIF        | 2021 (lån)         | Ettan Södra          | 21      | 4    | 1             | 0             | 22      | 4      |
| Qviding FIF        | 2022               | Ettan Södra          | 29      | 7    | 0             | 0             | 29      | 7      |
| Qviding FIF        | Totalt             | Totalt               | 62      | 14   | 1             | 0             | 63      | 14     |
| Norrby IF          | 2023               | Ettan Södra          | 28      | 13   | 3             | 0             | 31      | 13     |
| Västerås SK        | 2024               | Allsvenskan          | 2       | 0    | 0             | 0             | 2       | 0      |
| Västerås SK        | 2025               | Superettan           | 0       | 0    | 1             | 2             | 1       | 2      |
| Västerås SK        | Totalt             | Totalt               | 2       | 0    | 1             | 2             | 3       | 2      |
| IK Oddevold (lån)  | 2024               | Superettan           | 13      | 0    | 1             | 0             | 14      | 0      |
| Totalt i karriären | Totalt i karriären | Totalt i karriären   | 126     | 28   | 10            | 2             | 136     | 30     |